# Liste der Bischöfe von Macerata
Die folgenden Personen waren Bischöfe von Macerata (Italien):
- Federico 1320–1323
- Beato Pietro Mulucci 1323–1347
- Guido da Riparia 1347–1348
- Nicolò da S. Martino 1349–1369
- Oliviero da Verona 1369–1374
- Bartolomeo Zambrosi 1374–1383
- Angelo Cino da Bevagna 1383–1412
- Angelo Kardinal Correr 1415–1417
- Marino di Tocco 1417–1429
- Benedetto Guidalotti 1429–1429
- Giovanni Vitelleschi 1431–1435
- Tomaso Tomassini 1435–1440
- Nicolò dall’Aste 1440–1469
- Andrea de’ Pili 1471–1476
- Girolamo Kardinal Basso della Rovere 1476–1507
- Teseo de Cuppis 1507–1519
- Luigi Tasso 1519–1520
- Giovanni Domenico Kardinal De Cupis 1520–1535
- Giovanni Leclerc 1535–1546
- Filippo Riccabella 1546–1553
- Gerolamo Melchiorri 1553–1573
- Galeazzo Morone 1573–1613
- Felice Kardinal Centini 1613–1641
- Papirio Silvestri 1642–1659
- Francesco Cini 1659–1684
- Fabrizio Kardinal Paolucci 1685–1698
- Alessandro Varano 1698–1734
- Ignazio Stelluti 1735–1756
- Carlo Augusto Peruzzini 1756–1777
- Domenico Spinucci 1777–1796 (auch Erzbischof von Benevent)
- Alessandro Alessandretti 1796–1800
- Heiliger Vincenzo Maria Strambi CP 1801–1823
- Francesco Ansaldo Teloni 1824–1846
- Luigi Clementi 1846–1851
- Amadio Zangari 1851–1864
- Gaetano Franceschini 1867–1881
- Sebastiano Galeati 1881–1888 (auch Erzbischof von Ravenna)
- Roberto Papiri 1888–1895
- Giovanni Battista Ricci 1895–1902 (auch Bischof von Jesi)
- Raniero Sarnari 1902–1916
- Romolo Molaroni 1916–1919
- Domenico Pasi 1919–1923
- Luigi Ferretti 1924–1934
- Domenico Argnani 1935–1947
- Silvio Cassullo 1948–1968
- Ersilio Tonini 1969–1975 (auch Erzbischof von Ravenna)
- Francesco Tarcisio Carboni 1976–1995
- Luigi Conti 1996–2006
- Claudio Giuliodori 2007–2013
- Nazzareno Marconi, seit 2014